# Passage des Crayons
Passage des Crayons är en återvändsgata i Quartier de la Gare i Paris trettonde arrondissement. Gatans namn är av oklart ursprung. Passage des Crayons börjar vid Rue du Chevaleret 97.

## Bilder
| - Gatuskylt. - Notre-Dame-de-la-Gare. - Cour du Liégat. |

## Omgivningar
- Notre-Dame-de-la-Gare
- Cour du Liégat

## Kommunikationer
- Tunnelbana – linje  – Chevaleret
- Tunnelbana – linje  – Bibliothèque François Mitterrand
- Busshållplats Bibliothèque Francois Mitterand Gare – Paris bussnät

### Webbkällor
- ”Passage des Crayons”. Mairie de Paris. https://web.archive.org/web/20190905052018/http://www.v2asp.paris.fr/commun/v2asp/v2/nomenclature_voies/Voieactu/2415.nom.htm. Läst 10 oktober 2023.
- ”Passage des Crayons (13ème arrondissement)”. Les rues de Paris. https://web.archive.org/web/20190927172446/http://www.parisrues.com/rues13/paris-13-passage-des-crayons.html. Läst 10 oktober 2023.